# Château de la Villeneuve (Pontivy)
Pour les articles homonymes, voir Château de la Villeneuve (Lanmodez) et Château de la Villeneuve.
Le château de la Villeneuve  dit aussi  ferme du gros Chêne  est un édifice situé à Pontivy en France.

## Localisation
Le château est situé sur le territoire de la commune de Pontivy au lieu-dit Parc Lann Bras, dans le département du Morbihan en région Bretagne.

## Historique
Le château date du XVIe siècle. La chambre seigneuriale de l'étage communique à travers une baie, hagioscope, avec la chapelle.
Le château est inscrit partiellement (la façade principale avec sa tourelle et les toitures) au titre des monuments historiques par arrêté du 9 septembre 1933.

## Galerie

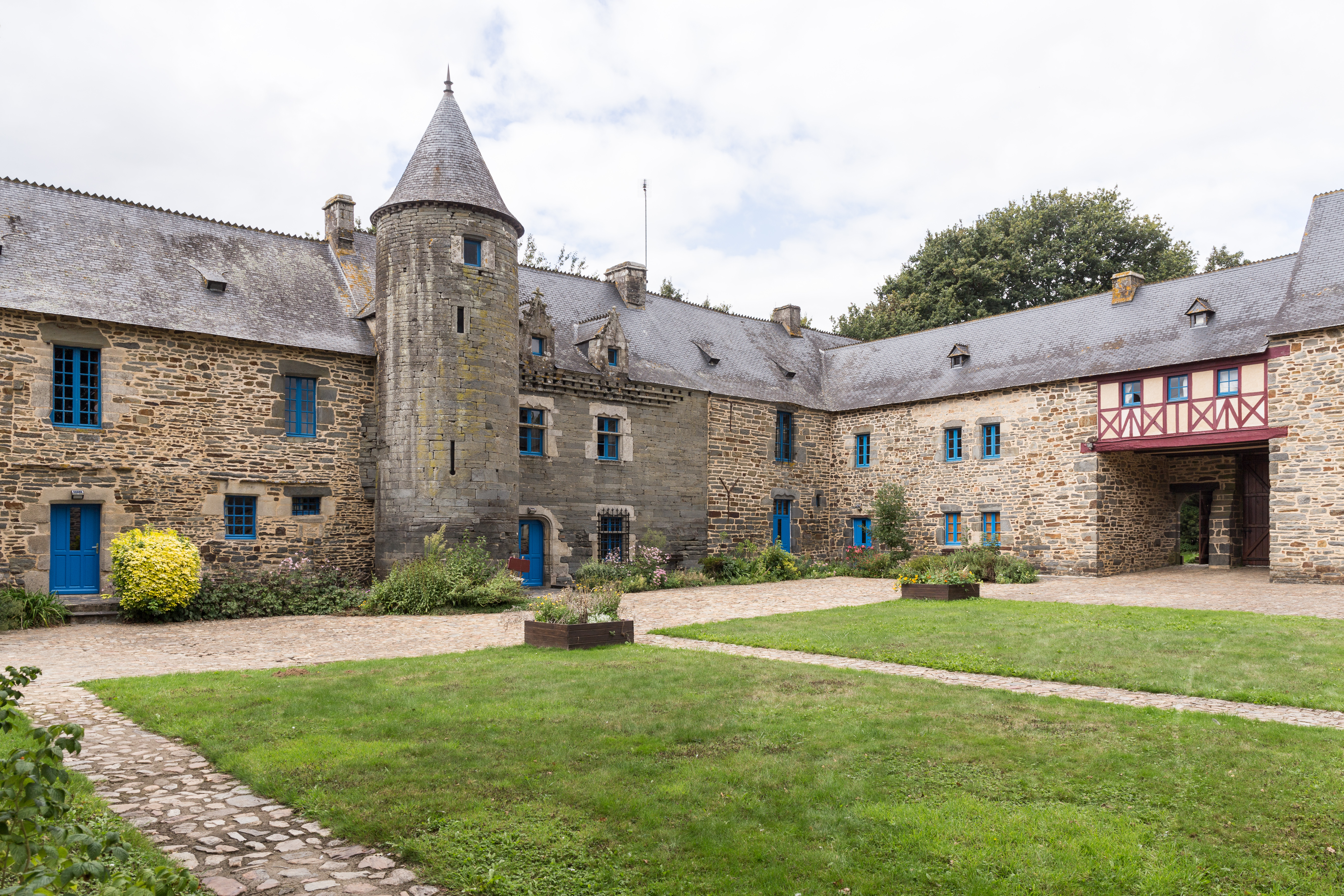
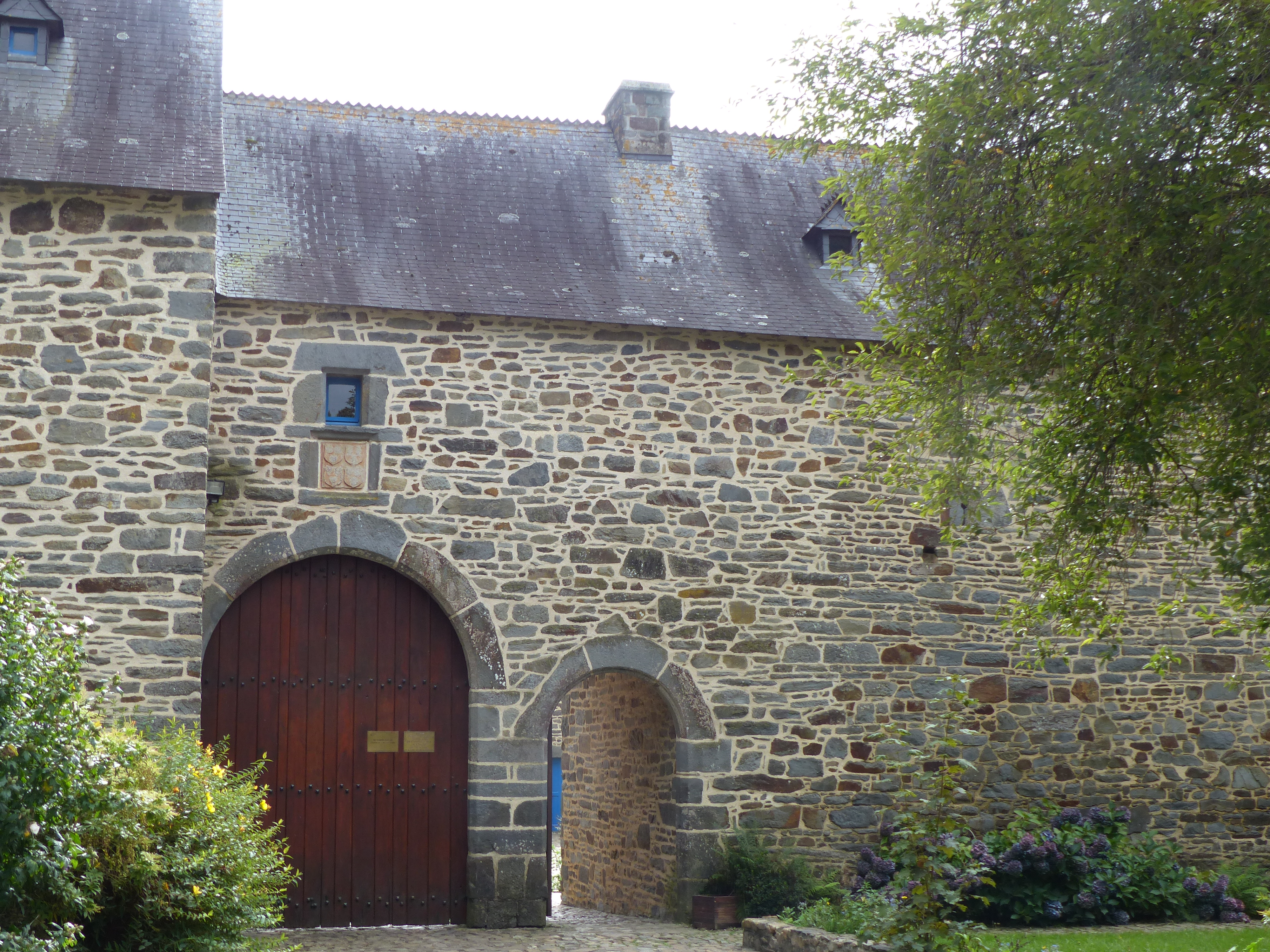
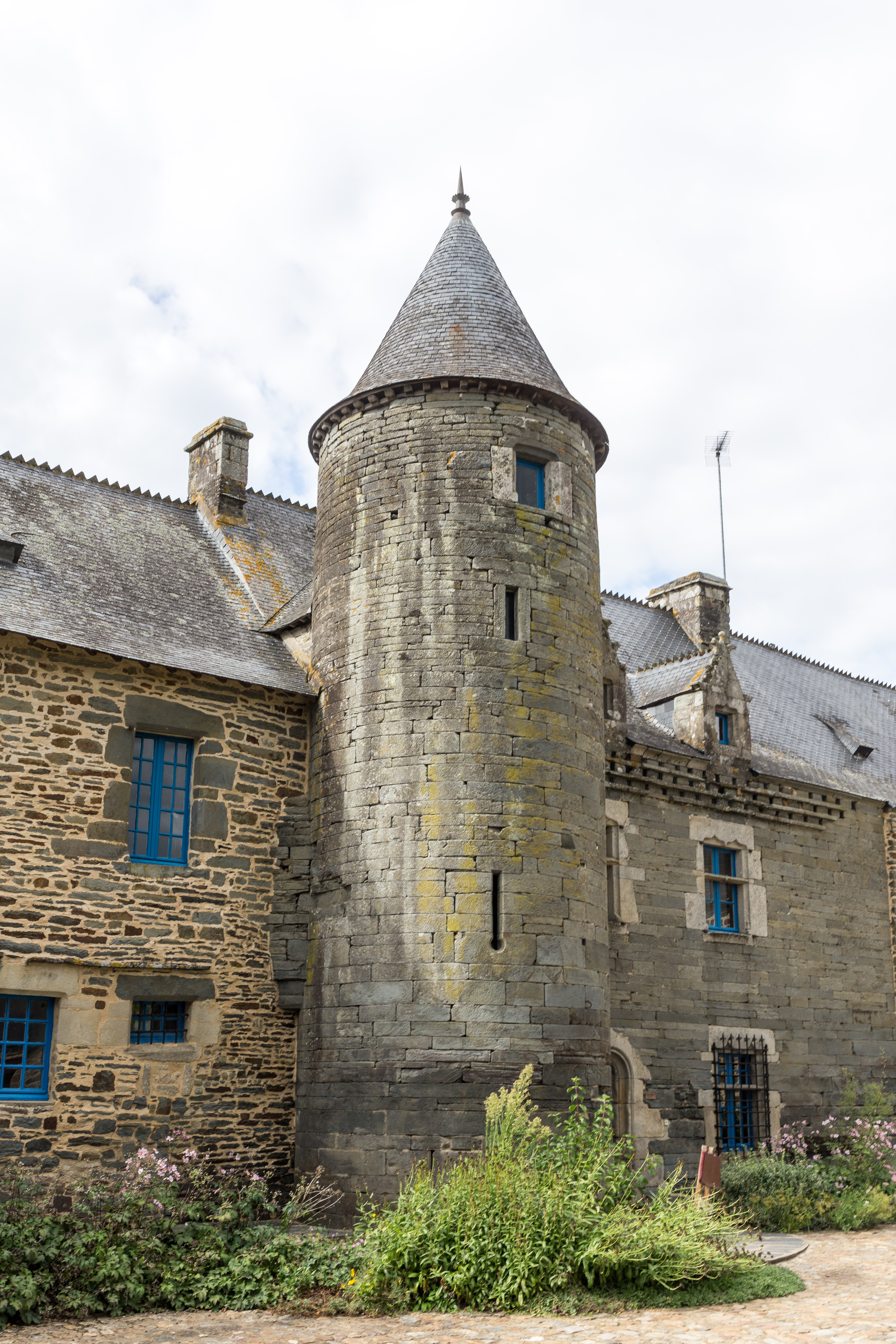
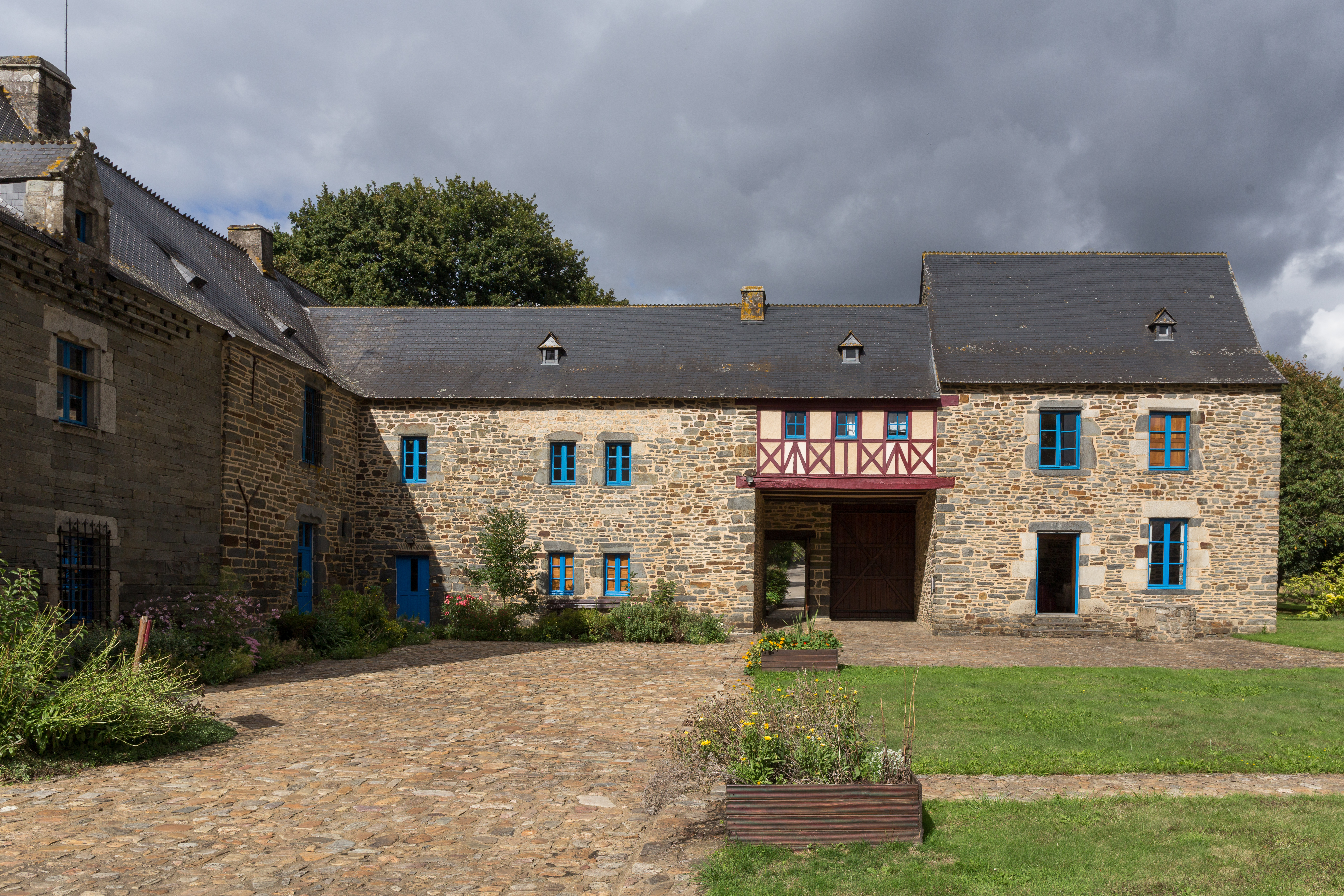